# Worcester (Vermont)
Pour les articles homonymes, voir Worcester (homonymie).
Worcester est une municipalité (town) américaine de l'État du Vermont, située dans le comté de Washington, fondée en 1763. Lors du recensement de 2020, sa population s'élevait à 964 habitants.

## Géographie
Worcester est située dans le centre du Vermont, au nord de Montpelier, la capitale de l'État. Son territoire de forme trapézoïdale occupe une superficie de 100,6 km2.
|       | Elmore    |        |
| Stowe | Worcester | Calais |
|       | Middlesex |        |

## Politique et administration
La municipalité est administrée par un conseil de trois membres élus (Selectboard) qui est responsable de la conduite générale des affaires locales. Il a pour fonctions de publier les règlements locaux, préparer le budget, superviser toutes les dépenses, gérer les employés municipaux et contrôler les bâtiments et les biens publics. Il est assisté de « justices de paix » élus et d'un administrateur (clerk town), réunis au sein du Conseil de l'autorité civile.